# Прегольский
Прегольский — дачный посёлок в западной части Калининграда.

## География
Располагается на северном берегу реки Прегель, у её впадения в Вислинский залив, в пределах Центрального района города Калининграда.

## История
В 1673 году деревня носила название Kasebalg, затем Kosswalken. У Прегеля в 1693 году курфюрст бранденбургский, будущий король прусский, Фридрих III построил резиденцию.
В 1927-28 годах деревня включена в границы Кенигсберга.